# (120181) 2003 UR292
(120181) 2003 UR292, também escrito como (120181) 2003 UR292, é um objeto transnetuniano (TNO). Ele possui uma magnitude absoluta (H) de 7,3 e, tem cerca de 175 km de diâmetro.

## Descoberta
(120181) 2003 UR292 foi descoberto no dia 24 de outubro de 2003.

## Órbita
A órbita de (120181) 2003 UR292 tem um semieixo maior de 32,574 UA e um período orbital de cerca de 186 anos. O seu periélio leva o mesmo a 26,769 UA em relação ao Sol e seu afélio a distância de 38,379 UA.